# Ryan Leslie
Pour les articles homonymes, voir Leslie.
Ryan Leslie, de son vrai nom Anthony Ryan Leslie, né le 25 septembre 1978, à Washington, Washington D.C., est un producteur, chanteur et entrepreneur américain. Fondateur de la société de média NextSelection, Ryan Leslie est surtout connu pour son travail de production, produisant entre autres l'artiste Cassie et son single Me and U. Just Right est le premier album de Ryan Leslie, mais celui-ci n'a pas vraiment été un succès. Son premier « véritable » album est éponyme et publié en 2009 ; il propose notamment les chansons Diamond Girl, Addiction et How It Was Supposed to Be.
Ryan Leslie est nommé pour un Grammy Award en 2011. Son dernier album, Black Mozart, est publié en 2013.

## Biographie

### Jeunesse
Les parents de Ryan Leslie sont officiers de la Salvation Army, qui se déplacent fréquemment pour leur métier. Sa famille pratique le christianisme. Jeune, Leslie vit dans plusieurs États, villes, et pays. Il apprend par lui-même à jouer du piano. Il se développe dans la composition musicale. À 14 ans, Leslie marque 1 600 points à son SAT — un score parfait — à la Bear Creek High School, de Stockton, en Californie. En 1993, il intègre quatre campus de l'Université de Californie, incluant Stanford, Yale et Harvard. À 19 ans, Leslie est diplômé de Harvard dans le domaine des sciences politiques et macroéconomiques.
Leslie grandit avec la musique, en jouant du cornet à pistons dans le groupe de la Salvation Army. Ryan passe plus tard au piano. À Harvard, il se joint aux Krokodiloes, un groupe d'a cappella. Leslie voit soudainement un autre avenir lorsque l'un de ses amis joue du Stevie Wonder. « J'étais comme possédé » explique Leslie.

### Débuts (1997–2003)
Pendant sa période à Harvard, Leslie passe plusieurs heures par semaine à la création et au développement musical dans un studio au campus. Il apprend de lui-même à produire et à composer. Tandis que le semestre passe, Leslie passe de plus en plus de temps au studio. Il participe aussi à plusieurs événements organisés dans le campus et fait partie d'un groupe d'a cappella appelé Krokodiloes. N'arrivant pas à harmoniser cours et musique, Leslie est placé trois fois en probation académique.
Leslie produit la chanson Keep Giving Your Love to Me plus tard chantée par Beyoncé sur la bande-son de Bad Boys II. La bande-son est supervisée par Sean « Diddy » Combs, qui est impressionné par le style de production de Leslie et lui offre un contrat de management à sa rencontre. Sous le management de Combs, Leslie travaille sur plusieurs projets de Bad Boy Records incluant ceux de Loon, Cheri Dennis, B5, New Edition et Danity Kane. À cette période, Leslie coproduit pour Britney Spears. Toujours en 2003, Leslie est présenté par Ed Woods à Tommy Mottola. Mottola devient ensuite mentor de Leslie et lui offre un contrat avec Aspen Songs et Casablanca, l'empreinte de Mottola distribuée par Universal Music Group. Avec Mottola et Combs, Leslie signe Cassie Ventura à son label, NextSelection, en 2005.
À la fin de 2003, Leslie enregistre son premier album, Just Right, et publie deux singles : The Way That U Move Girl et Used 2 Be (avec Fabolous). L'album ne sera jamais officiellement publié à cause de divergences entre Leslie et son label.

### Premier album (depuis 2004)

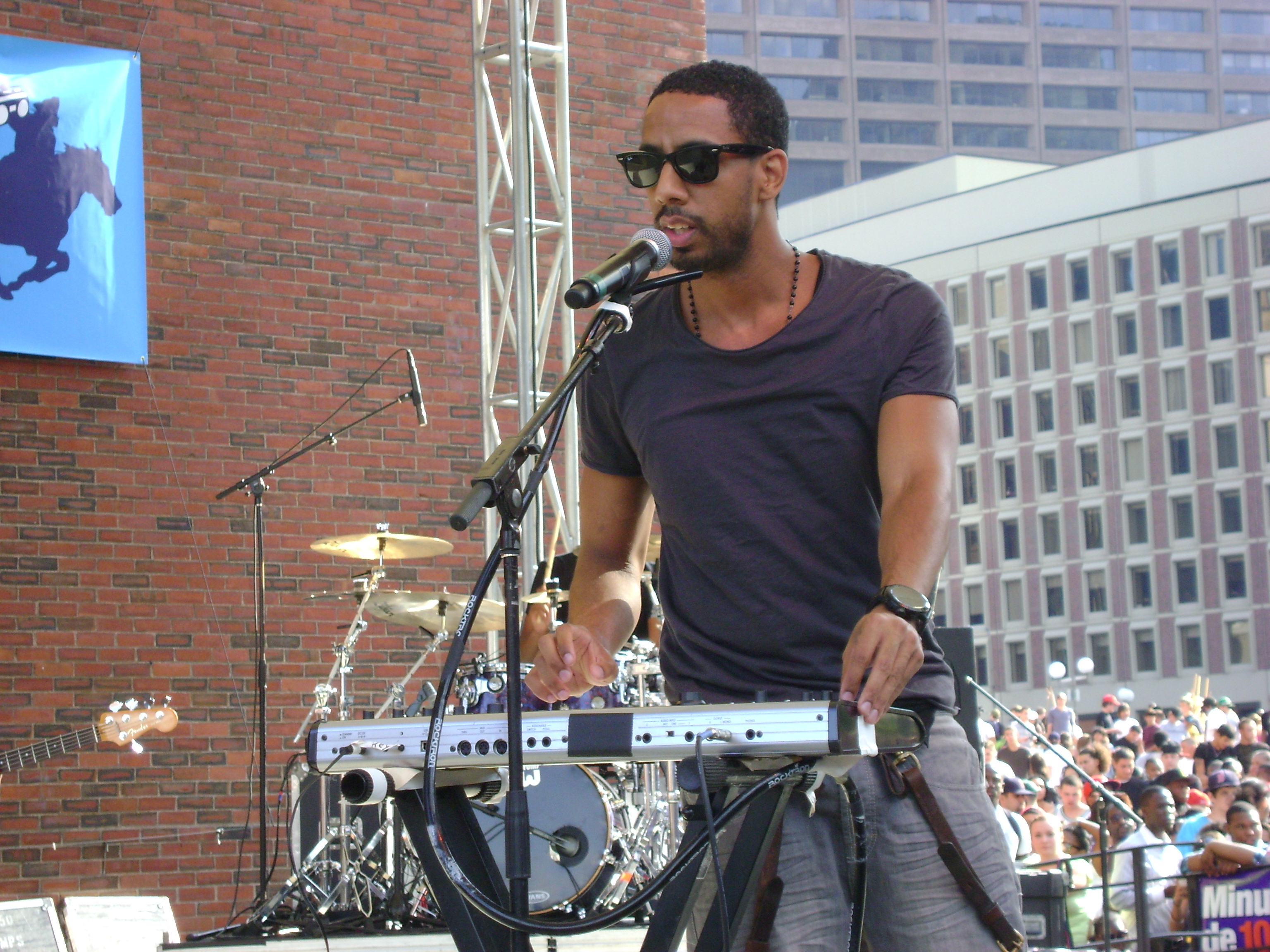
Ryan Leslie sur scène au B.U.M.P. Music Festival de Boston en 2010.

Ryan Leslie revient au studio en 2006 pour enregistrer un nouvel album. Le premier single, Diamond Girl, est publié en décembre 2007. La vidéo de Diamond Girl est diffusée dans l'émission 106 and Park sur la chaîne BET. Le deuxième single, Addiction, fait participer la chanteuse RnB et protégée Cassie et le rappeur Fabolous. La chanson est officiellement publiée en août 2008. Son troisième single, How It Was Supposed to Be a deux clips vidéo : une version rock et une version militaire, coréalisé par Tyson Beckford. Le single est publié le 23 mars 2009. Son album, Ryan Leslie, est finalement publié le 10 février 2009.
Ryan Leslie annonce son nouvel album, Les Is More, qui est publié le 22 octobre 2012. Il annonce en février 2013 son quatrième album, Black Mozart, publié le 16 avril 2013.

## Activités annexes
En tant que producteur, Leslie lance NextSelection Lifestyle Group, sa société multimédia fondée avec Rasheed Richmond,. Ryan signe sa première artiste, Cassie, en 2005. Avec l'aide de Ryan, Cassie devient l'une des artistes de RnB parvenant à se populariser rapidement. Sa chanson à succès Me and U (coécrite et produite  par Leslie) passe 20 semaines au Top 40 et atteint la troisième place du Billboard Hot 100, avec plus d'un million de téléchargements. Me and U devient l'une des meilleures chansons dans l'histoire du label Atlantic Records.

## Discographie

### Albums studio
- 2005 : Just Right
- 2009 : Ryan Leslie
- 2009 : Transition
- 2012 : Les Is More
- 2013 : Black Mozart (disponible uniquement en téléchargement privé)
- 2015 : MZRT (The Magnificiently Zealous Renegade Takeover)
- 2019: Fleurier Flows EP